# Arrondissement de Böblingen
L'arrondissement de Böblingen est un arrondissement (« Landkreis » en allemand) de Bade-Wurtemberg (Allemagne) situé dans le district (« Regierungsbezirk » en allemand) de Stuttgart. Le chef-lieu de l'arrondissement est Böblingen.

## Villes, communes & communautés d'administration
(Population au 30 septembre 2006)
| Villes 1. Böblingen (46 269) 2. Herrenberg (31 351) 3. Holzgerlingen (12 102) 4. Leonberg (45 642) 5. Renningen (17 215) 6. Sindelfingen (60 790) 7. Waldenbuch (8 586) 8. Weil der Stadt (19 211) Communautés d'administration 1. Gemeindeverwaltungsverband „Aidlingen/Grafenau“ - Composition: Aidlingen (Siège) et Grafenau 2. Gemeindeverwaltungsverband „Gärtringen/Ehningen“ -Composition: Gärtringen (Siège) et Ehningen 3. Vereinbarte Verwaltungsgemeinschaft der Stadt Herrenberg - Composition Ville de Herrenberg (Siège), Deckenpfronn et Nufringen 4. Gemeindeverwaltungsverband „Holzgerlingen“ - Composition: Ville de Holzgerlingen (Siège), Altdorf et Hildrizhausen 5. Gemeindeverwaltungsverband „Oberes Gäu“ - Composition: Bondorf, Gäufelden (siège), Jettingen et Mötzingen 6. Gemeindeverwaltungsverband „Waldenbuch-Steinenbronn“ - Composition: Ville de Waldenbuch (siège) et Steinenbronn | Communes 1. Aidlingen (9 125) 2. Altdorf (4 485) 3. Bondorf (5 836) 4. Deckenpfronn (2 945) 5. Ehningen (7 843) 6. Gärtringen (11 993) 7. Gäufelden (9 363) 8. Grafenau (6 581) 9. Hildrizhausen (3 684) 10. Jettingen (7 652) 11. Magstadt (8 863) 12. Mötzingen (3 575) 13. Nufringen (5 301) 14. Rutesheim (10 099) 15. Schönaich (9 932) 16. Steinenbronn (6 068) 17. Weil im Schönbuch (10 013) 18. Weissach (7 669) |

Localisation des communes dans l'arrondissement